# Kosta Tomašević
Kosta Tomašević (25 de julho de 1923 - 13 de março de 1976) foi um futebolista iugoslavo. Ele competiu na Copa do Mundo FIFA de 1950, sediada no Brasil, na qual a seleção de seu país terminou na quinta colocação dentre os treze participantes.

## Carreira
Kosta Tomašević fez parte do elenco medalha de prata, nos Jogos Olímpicos de 1948.

## Ligações Externas
- Perfil na Sports Reference